# Podocarpus purdieanus
Podocarpus purdieanus là một loài thực vật hạt trần trong họ Thông tre. Loài này được Hook. miêu tả khoa học đầu tiên năm 1844.